# Chronicles of a Pimp
Albums de Dru Down
Cash Me Out
(2006)
Chronicles of a Pimp est le sixième album studio de Dru Down, sorti le 21 décembre 2010.

## Liste des titres
| No  | Titre                                                                             | Contient un (des) sample(s) de                 | Durée |
| --- | --------------------------------------------------------------------------------- | ---------------------------------------------- | ----- |
| 1.  | Dear God (Produit par Heat Rocks)                                                 |                                                | 2:24  |
| 2.  | Rather Be with Dru (featuring Deltrice – Produit par Mobb 500)                    | I'd Rather Be with You du Bootsy's Rubber Band | 4:18  |
| 3.  | Hellooo (featuring The Jacka – Produit par D.E.O.)                                |                                                | 3:31  |
| 4.  | International Pimp (featuring Fam Syrk – Produit par Don Heit)                    |                                                | 3:46  |
| 5.  | Old School (featuring Lee Majors et Rahmean – Produit par Mobb 500)               |                                                | 4:16  |
| 6.  | My Face On (featuring Lee Majors et Rahmean – Produit par Tatem1)                 |                                                | 4:32  |
| 7.  | Lights, Camera, Action (featuring Yukmouth – Produit par Pakslap)                 |                                                | 3:31  |
| 8.  | Have You Ever Seen (featuring Messy Marv – Produit par Heat Rocks)                |                                                | 3:32  |
| 9.  | Hip Hop & Rock (featuring Rahmean – Produit par Don Heit)                         |                                                | 4:06  |
| 10. | They Choosin (featuring Husalah, Lee Majors et Yung Meech – Produit par Tatem 1)  |                                                | 4:03  |
| 11. | Pimp Be Cool (featuring Matt Blaque – Produit par Pakslap)                        |                                                | 3:17  |
| 12. | He Say She Say (featuring Jess the Best et Silk E – Produit par Don Heit)         |                                                | 3:47  |
| 13. | Bout Dat Money (featuring Keak Da Sneak – Produit par Heat Rocks)                 |                                                | 3:33  |
| 14. | Can't Stop the Pimpin (featuring Jess the Best et Rahmean – Produit par Don Heit) |                                                | 2:59  |
| 15. | Ha Ha (Produit par Heat Rocks)                                                    |                                                | 3:50  |
| 16. | A Yo (featuring Pleasure – Produit par Lee Majors)                                |                                                | 3:18  |
| 17. | I Yai (Produit par Don Heit)                                                      |                                                | 3:24  |